# 아다 교

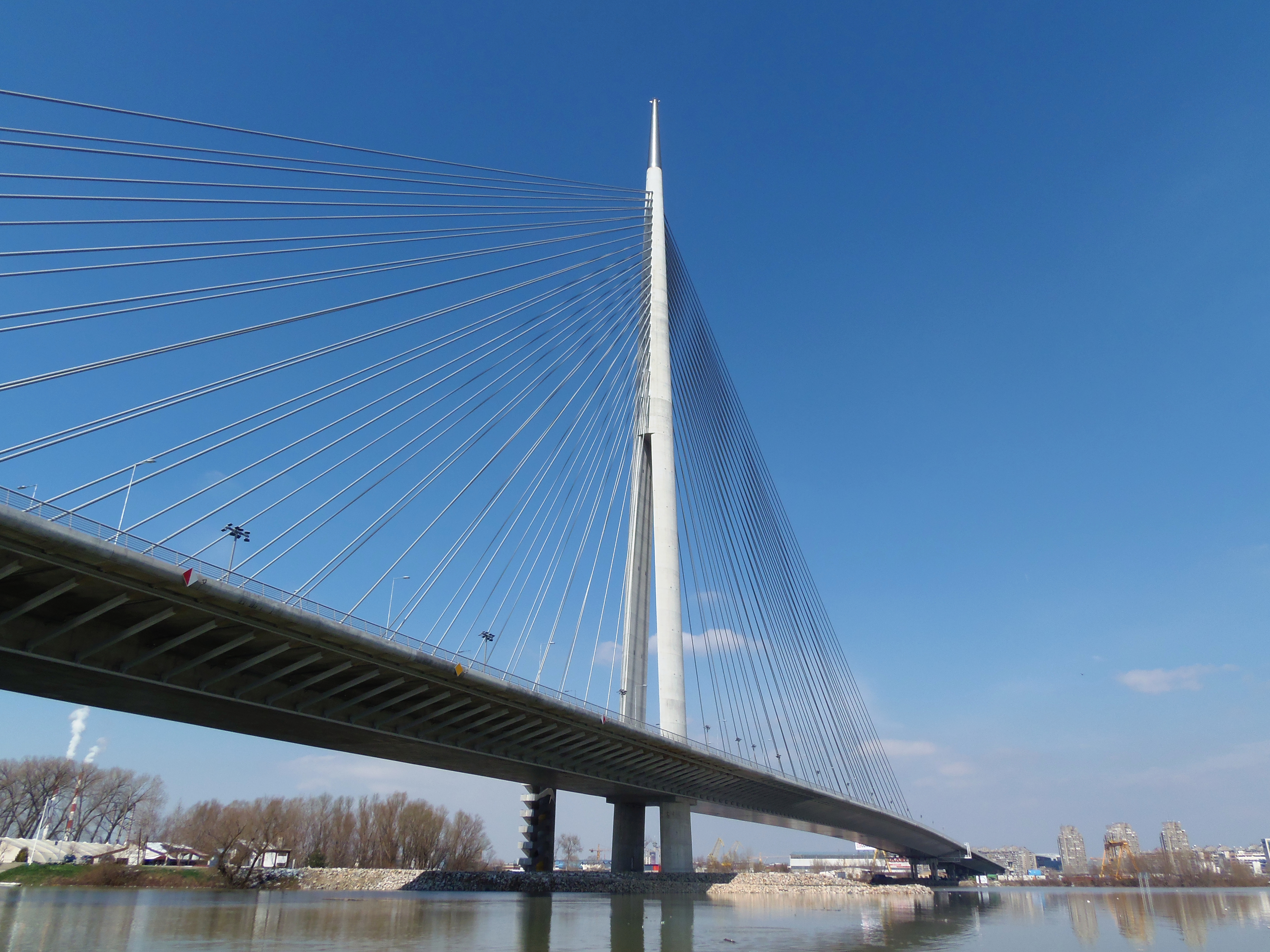
아다 교

아다 교(세르비아어: Most na Adi)는 세르비아 베오그라드 사바강을 가로지르는 다리이다.